# Oltrera (Arboçols)
Oltrera fou un poble del terme comunal d'Arboçols, a la comarca del Conflent, de la Catalunya del Nord.
Estava situat a l'extrem sud-est del seu terme comunal, a prop d'on ara hi ha el Mas de Lluçanes, que en formava part.
El lloc d'Oltrera és esmentat des del 1011, i el mas de Lluçanes, des del 1469.